# کیمبرلیت
کیمبرلیت (انگلیسی: Kimberlite) به سنگ‌های آذرین اولترامافیکی غنی از پتاسیم اطلاق می‌گردند، که بیشتر حاوی قطعاتی از سنگ‌ها و کانی‌های پوسته و جبه می‌باشند. کیمبرلیت‌ها اغلب در پوسته‌های قاره‌ای در نقاط پایدار (غیر کوه‌زایی) به وجود آمده‌اند، که متعلق به دوره کرتاسه می‌باشند. کمبرلیت‌ها سنگ‌های الترامافیک آلکالن کمیاب هستند. اهمیت این سنگ‌ها به علت آن است که در آن‌ها مجموعه‌ای از کانی‌های استثنایی و زینولیت‌هایی دیده می‌شود که بنا به اصطلاحات پترولوژی تجربی نسبت به دیگر فازهای موجود در سنگ‌های شناخته شده زمین در فشار و اعماق بیشتری تشکیل گردیده‌اند. کیمبرلیت‌ها بعلت داشتن الماس در ساختار خود، از نظر اقتصادی نیز دارای اهمیت زیادی می‌باشند.